# Bistum Bafoussam
Das Bistum Bafoussam (lat.: Dioecesis Bafussamensis) ist eine in Kamerun gelegene römisch-katholische Diözese mit Sitz in Bafoussam.

## Geschichte
Das Bistum Bafoussam wurde am 5. Februar 1970 durch Papst Paul VI. mit der Apostolischen Konstitution Munus Apostolicum aus Gebietsabtretungen des Bistums Nkongsamba errichtet und dem Erzbistum Yaoundé als Suffraganbistum unterstellt. Am 11. März 1982 wurde das Bistum Bafoussam dem Erzbistum Douala als Suffraganbistum unterstellt.

## Bischöfe von Bafoussam
- Denis Ngande, 1970–1978
- André Wouking, 1979–1998, dann Erzbischof von Yaoundé
- Joseph Atanga SJ, 1999–2009, dann Erzbischof von Bertoua
- Dieudonné Watio, 2011–2021
- Paul Lontsié-Keuné, seit 2021